# Сельское поселение Ташировское
Се́льское поселе́ние Таши́ровское — упразднённое муниципальное образование (сельское поселение), существовавшее в Наро-Фоминском муниципальном районе Московской области с 2005 по 2017 год.
Образовано в 2005 году, включало 36 населённых пунктов позже упразднённых Крюковского и Ташировского сельских округов.
Административный центр — деревня Таширово.
Глава сельского поселения — Титков Евгений Валентинович.

## Географические данные
Общая площадь — 313,95 км².
Сельское поселение Ташировское расположено в центре Наро-Фоминского района. Сельское поселение граничило с:
- Рузским районом Московской области (на северо-западе),
- Одинцовским районом Московской области (на севере),
- городским поселением Калининец (на востоке),
- поселением Новофёдоровское Москвы (на востоке, юго-востоке),
- городским поселением Наро-Фоминск (на юго-востоке),
- сельским поселением Атепцевское (на юго-востоке),
- Боровским районом Калужской области (на юге),
- сельским поселением Волчёнковское (на юго-западе),
- городским поселением Верея (на западе).

## Население
| 2006  | 2007  | 2008  | 2009  | 2010  | 2011  |
| ----- | ----- | ----- | ----- | ----- | ----- |
| 3754  | ↘2524 | ↗3958 | ↗4020 | ↗6606 | ↗6613 |
| 2012  | 2013  | 2014  | 2015  | 2016  | 2017  |
| →6613 | ↗6630 | ↘6611 | ↗6618 | ↗6628 | ↗6639 |

## Населённые пункты
В состав поселения входили 36 населённых пунктов:
| Вид     | Наименование                | Население, чел. | ОКАТО          | Бывшая административная единица до 2006 года |
| ------- | --------------------------- | --------------- | -------------- | -------------------------------------------- |
| деревня | Бавыкино                    | 11              | 46 238 819 014 | Крюковский сельский округ                    |
| деревня | Бельково                    | 0               | 46 238 819 011 | Крюковский сельский округ                    |
| деревня | Берюлёво                    | 4               | 46 238 819 002 | Крюковский сельский округ                    |
| деревня | Большие Горки               | 68              | 46 238 819 012 | Крюковский сельский округ                    |
| деревня | Большие Семенычи            | 6               | 46 238 819 020 | Крюковский сельский округ                    |
| деревня | Васильчиново                | 13              | 46 238 840 015 | Ташировский сельский округ                   |
| деревня | Головеньки                  | 6               | 46 238 840 005 | Ташировский сельский округ                   |
| деревня | Головково                   | 1605            | 46 238 819 001 | Крюковский сельский округ                    |
| деревня | Григорово                   | 2               | 46 238 819 010 | Крюковский сельский округ                    |
| деревня | Детенково                   | 1               | 46 238 840 017 | Ташировский сельский округ                   |
| деревня | Жихарево                    | 4               | 46 238 819 004 | Крюковский сельский округ                    |
| деревня | Иневка                      | 3               | 46 238 840 003 | Ташировский сельский округ                   |
| посёлок | Красноармейское Лесничество | 2               | 46 238 840 006 | Ташировский сельский округ                   |
| деревня | Крюково                     | 26              | 46 238 819 016 | Крюковский сельский округ                    |
| деревня | Литвиново                   | 355             | 46 238 819 007 | Крюковский сельский округ                    |
| деревня | Любаново                    | 135             | 46 238 819 006 | Крюковский сельский округ                    |
| деревня | Малые Семенычи              | 10              | 46 238 840 004 | Ташировский сельский округ                   |
| деревня | Маурино                     | 14              | 46 238 819 009 | Крюковский сельский округ                    |
| деревня | Мякишево                    | 139             | 46 238 819 003 | Крюковский сельский округ                    |
| деревня | Настасьино                  | 2               | 46 238 840 018 | Ташировский сельский округ                   |
| деревня | Новая                       | 9               | 46 238 840 002 | Ташировский сельский округ                   |
| деревня | Новинское                   | 22              | 46 238 840 016 | Ташировский сельский округ                   |
| деревня | Новоникольское              | 10              | 46 238 840 014 | Ташировский сельский округ                   |
| деревня | Обухово                     | 5               | 46 238 819 005 | Крюковский сельский округ                    |
| деревня | Пашково                     | 27              | 46 238 819 008 | Крюковский сельский округ                    |
| деревня | Плесенское                  | 62              | 46 238 840 013 | Ташировский сельский округ                   |
| хутор   | Покровка                    | 1               | 46 238 840 019 | Ташировский сельский округ                   |
| деревня | Радчино                     | 5               | 46 238 819 017 | Крюковский сельский округ                    |
| деревня | Редькино                    | 13              | 46 238 840 011 | Ташировский сельский округ                   |
| деревня | Скугорово                   | 19              | 46 238 819 018 | Крюковский сельский округ                    |
| деревня | Слепушкино                  | 56              | 46 238 819 013 | Крюковский сельский округ                    |
| деревня | Таширово                    | 1094            | 46 238 840 001 | Ташировский сельский округ                   |
| деревня | Чешково                     | 4               | 46 238 840 010 | Ташировский сельский округ                   |
| деревня | Шапкино                     | 2               | 46 238 840 012 | Ташировский сельский округ                   |
| деревня | Шубино                      | 12              | 46 238 819 015 | Крюковский сельский округ                    |
| деревня | Юматово                     | 7               | 46 238 819 019 | Крюковский сельский округ                    |